# Astragalus pellitus
Astragalus pellitus är en ärtväxtart som beskrevs av Aleksandr Andrejevitj Bunge. Astragalus pellitus ingår i släktet vedlar, och familjen ärtväxter. Inga underarter finns listade i Catalogue of Life.